# جانيت كونراد
جانيت كونراد (بالإنجليزية: Janet Conrad)‏ هي باحثة وفيزيائية وبروفيسورة أمريكية، ولدت في 23 أكتوبر 1963 في ووستير في الولايات المتحدة.